# Jo Hyun-jae
Jo Hyun-jae (en hangul, 조현재; 9 de mayo de 1980) es un actor y cantante surcoreano.

## Vida personal
El 24 de marzo de 2018 Jo se casó con Park Min-young, una jugadora de golf profesional retirada, tras un noviazgo de tres años. Su primer hijo nació el 20 de noviembre de 2018. El 27 de octubre de 2021 nació su segunda hija.

## Carrera
Su agencia de representación es Ascendio.
Debutó como cantante en el grupo de cuatro miembros Guardian, que se separó tras publicar el álbum del mismo título en 1998. En 2000, después de ganar popularidad por haber aparecido en un anuncio de la bebida para deportistas Pocari Sweat, Jo empezó su carrera como actor. Es conocido sobre todo por sus papeles protagonistas en Love Letter (2003), Only You (2005), Ballad of Seodong (2005), y 49 Days (2011).
En agosto de 2021 grabó The Time We Were Together, audiolibro patrocinado por World Vision, una ONG internacional de ayuda humanitaria y apoyo al desarrollo.

## Filmografía

### Películas
| Año  | Título                  | Papel        | Notas            |
| ---- | ----------------------- | ------------ | ---------------- |
| 2003 | Untold Scandal          | Kwon In-ho   |                  |
| 2004 | Joy of Love             | Travis1984   | cortometraje web |
| 2008 | The Guard Post          | Yoo Jeong-u  |                  |
| 2014 | The Actress Is Too Much | Hong Jin-woo |                  |
| 2019 | Paper Flower            | Dae-cheol    |                  |

### Series de televisión
| Año  | Título                       | Papel                       | Notas       |
| ---- | ---------------------------- | --------------------------- | ----------- |
| 2000 | KAIST                        | Jang Dong-ha (episodio 75)  |             |
| 2000 | Golden Pond                  | Instructor de arte          |             |
| 2001 | Father and Sons              | Jong-du                     |             |
| 2001 | That's Perfect!              | Hyun-jae                    |             |
| 2002 | Daemang (The Great Ambition) | Príncipe Somyeong           |             |
| 2003 | Love Letter                  | Lee Woo-jin (Andrea/Andrew) |             |
| 2003 | First Love                   | Han Young-woo               |             |
| 2004 | Star's Echo                  | Yoo Sung-jae                |             |
| 2004 | Sunlight Pours Down          | Jung Eun-sup                |             |
| 2004 | Forbidden Love               | Kang Min-woo                |             |
| 2005 | Only You                     | Han Yi-joon                 |             |
| 2005 | Ballad of Seodong            | Seodong                     |             |
| 2008 | One Mom and Three Dads       | Han Soo-hyun                |             |
| 2011 | 49 Days                      | Han Kang                    |             |
| 2013 | Rouge Hegemon                | Xiao Wu Ke                  | serie china |
| 2013 | Ad Genius Lee Tae-baek       | Addie Kang                  | [ 9 ]       |
| 2013 | The King's Daughter          | Príncipe Myeongnong         |             |
| 2014 | Youth Storm                  | Ye Zi Xuan                  | serie china |
| 2015 | Yong Pal                     | Han Do-joon                 |             |
| 2017 | Hospital Ship                | Jang Sung-ho                | cameo       |
| 2018 | Let Me Introduce Her         | Kang Ki-chan                | [ 10 ]      |

### Espectáculos de variedades
| Año  | Título                                           | Papel                               | Notas                                           |
| ---- | ------------------------------------------------ | ----------------------------------- | ----------------------------------------------- |
| 2011 | Strong Heart                                     | invitado (episodios 67–68)          | reparto de 49 Days                              |
| 2013 | Happy Together Season 3                          | invitado (episodio 287)             | especial Ad Genius Lee Tae-baek                 |
| 2019 | Same Bed, Different Dreams 2: You Are My Destiny | pareja invitada (episodios 104–122) | con su mujer Park Min-jung                      |
| 2019 | Radio Star                                       | invitado (episodio 642)             | con Kim Seung-hyun, Kim Sung-eun y Han Sang-jin |
| 2021 | You Are My Destiny                               | invitado                            | [ 11 ]                                          |

### Vídeos musicales
| Año  | Título            | Hangul      | Artista |
| ---- | ----------------- | ----------- | ------- |
| 2007 | "Love's Greeting" | 사랑의 인사 | SeeYa   |
| 2007 | "Ice Doll"        | 얼음 인형   | SeeYa   |

## Discografía
| Fecha               | Artista     | Título                                              | Sello                           | Notas                        |
| ------------------- | ----------- | --------------------------------------------------- | ------------------------------- | ---------------------------- |
| 1 de mayo de 1998   | Guardian    | 가디안 (Guardian)                                   |                                 | Álbum                        |
| 30 de marzo de 2009 | Jo Hyun-jae | 다른 공간, 같은 추억 (Different Space, Same Memory) | DMS Communications              |                              |
| 25 de abril de 2011 | Jo Hyun-jae | 단 하루를 살아도 (Even If I Live Just One Day)      | Star Entry Entertainment, Danal | Parte 7 de la BSO de 49 Days |

## Premios y candidaturas
| Año  | Premio                                       | Categoría                                        | Papel                       | Resultado | Ref.   |
| ---- | -------------------------------------------- | ------------------------------------------------ | --------------------------- | --------- | ------ |
| 2003 | SBS Drama Awards                             | Premio Nueva estrella                            | First Love                  | Ganador   |        |
| 2005 | SBS Drama Awards                             | Top 10 Stars                                     | Only You, Ballad of Seodong | Ganador   |        |
| 2006 | 42nd Baeksang Arts Awards                    | Actor más popular (TV)                           | Ballad of Seodong           | Ganador   |        |
| 2007 | Andre Kim Best Star Awards                   | Premio estrella                                  | -                           | Ganador   |        |
| 2011 | 19th Korean Culture and Entertainment Awards | Premio estrella Hallyu                           | 49 Days                     | Ganador   |        |
| 2011 | SBS Drama Awards                             | Premio de excelencia, actor en un drama especial | 49 Days                     | Candidato |        |
| 2013 | MBC Drama Awards                             | Premio de excelencia, actor en una serie         | The King's Daughter         | Candidato |        |
| 2015 | SBS Drama Awards                             | Actor en miniserie (especial)                    | Yong Pal                    | Candidato |        |
| 2018 | 6th APAN Star Awards                         | Premio de excelencia, actor en una serie         | Let Me Introduce Her        | Candidato | [ 12 ] |
| 2018 | 26th Korea Culture and Entertainment Awards  | Mejor actor                                      | Let Me Introduce Her        | Ganador   | [ 13 ] |